# Rio Piloña
O rio Piloña (deve ler-se: Pilonha), também conhecido como rio grande, nasce en Ceceda, no concelho de Nava, da afluencia dos rios Pra y Viao. Atravessa os concelhos de Nava, Piloña e Parres, desaguando finalmente no rio Sela, em Arriondas.
Os afluentes deste rio são: o rio Mon, o rio de Cueva, o Espinadero, o Valle, o rio Borines, o Tendi, o rio Color, o arroio de Beleño, que desagua na localidade de Arobes, e o rio Mampodre, que desagua na localidade de Ozanes.